# Зірікликуль
Зіріклику́ль (рос. Зириклыкуль, башк. Ереклекул) — присілок у складі Міякинського району Башкортостану, Росія. Входить до складу Богдановської сільської ради.
Населення — 71 особа (2010; 77 в 2002).
Національний склад:
- башкири — 94 %